# Station Sosnowe
Station Sosnowe is een spoorwegstation in de Poolse plaats Sosnowe.